# Lancia Lybra
 (avril 2023).
Si vous disposez d'ouvrages ou d'articles de référence ou si vous connaissez des sites web de qualité traitant du thème abordé ici, merci de compléter l'article en donnant les références utiles à sa vérifiabilité et en les liant à la section « Notes et références ».
La Lancia Lybra est une familiale produite par le constructeur automobile italien Lancia entre 1999 et 2005.

## Histoire
La fin des années 1990 est une période noire pour le groupe italien Fiat et ses filiales automobiles. Les pertes s'accumulent et la direction du groupe, menée par un financier italo-américain M. Fresco, ancien numéro 2 de General Electric, ne songe qu'à se séparer de la branche automobile.
C'est dans ce contexte que Lancia doit remplacer la Lancia Dedra et présente la nouvelle Lybra. Basée sur la même plate-forme que la Fiat Bravo, elle ne recevra pas la même attention du côté carrosserie et devra se contenter d'une robe plutôt banale, même si elle n'est pas exempte d'une certaine élégance.
Comme sa devancière, elle sera déclinée en berline (lancée en France en septembre 1999) et break "SW" (avril 2000). Équipée de motorisations modernes et peu gourmandes en carburant, elle restera pénalisée par un manque de ressources financières de la marque pour la maintenir au sommet du peloton de ses concurrentes. Contrairement à sa cousine l'Alfa Romeo 156, elle ne reçut aucun restylage, et a peu vu ses motorisations évoluer au fil des ans.
La production du véhicule a cessé en 2005 et la nouvelle direction a lancé en juillet 2008 la Lancia Delta III, qui la remplace plus ou moins.

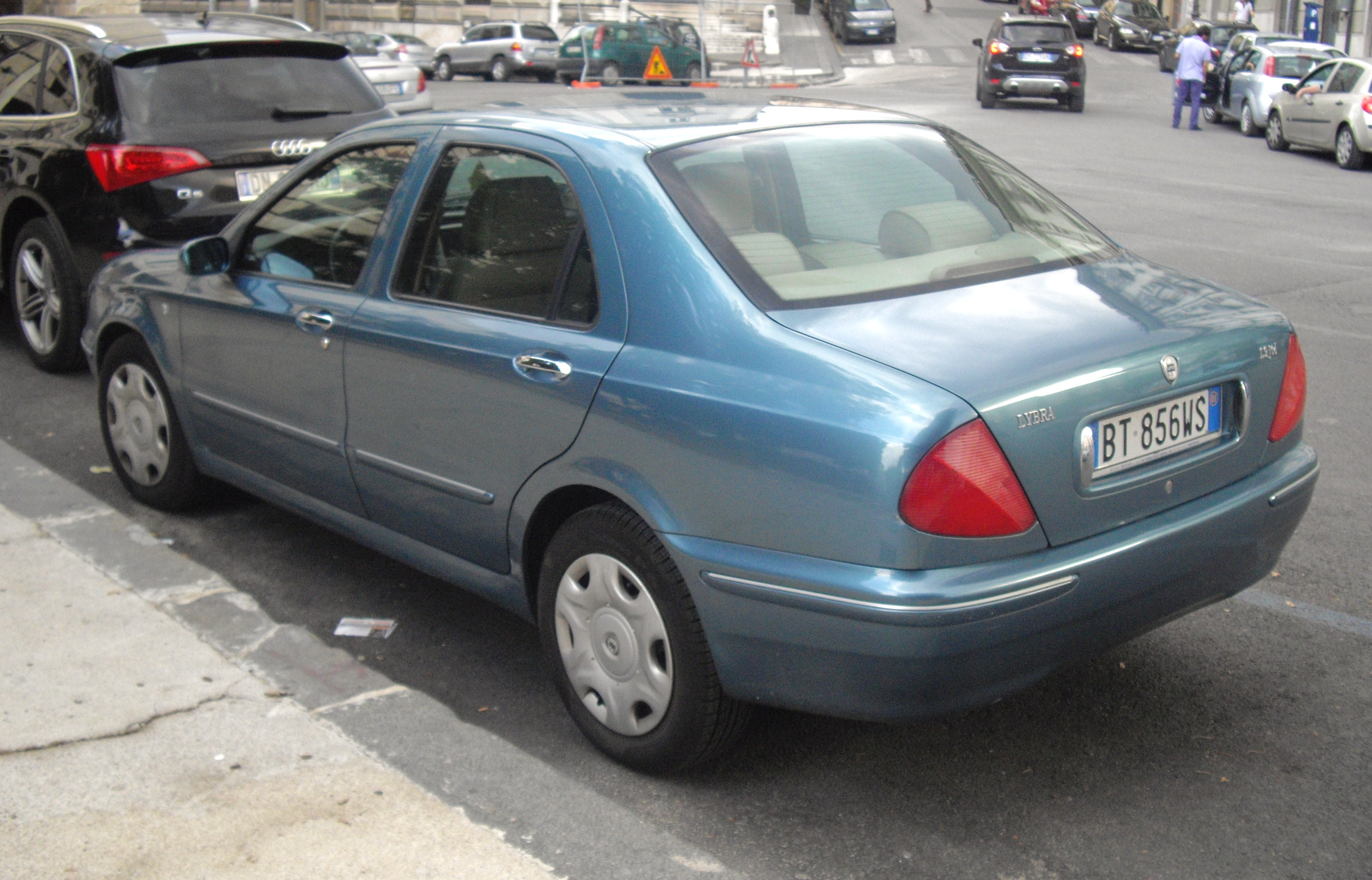
Lancia Lybra

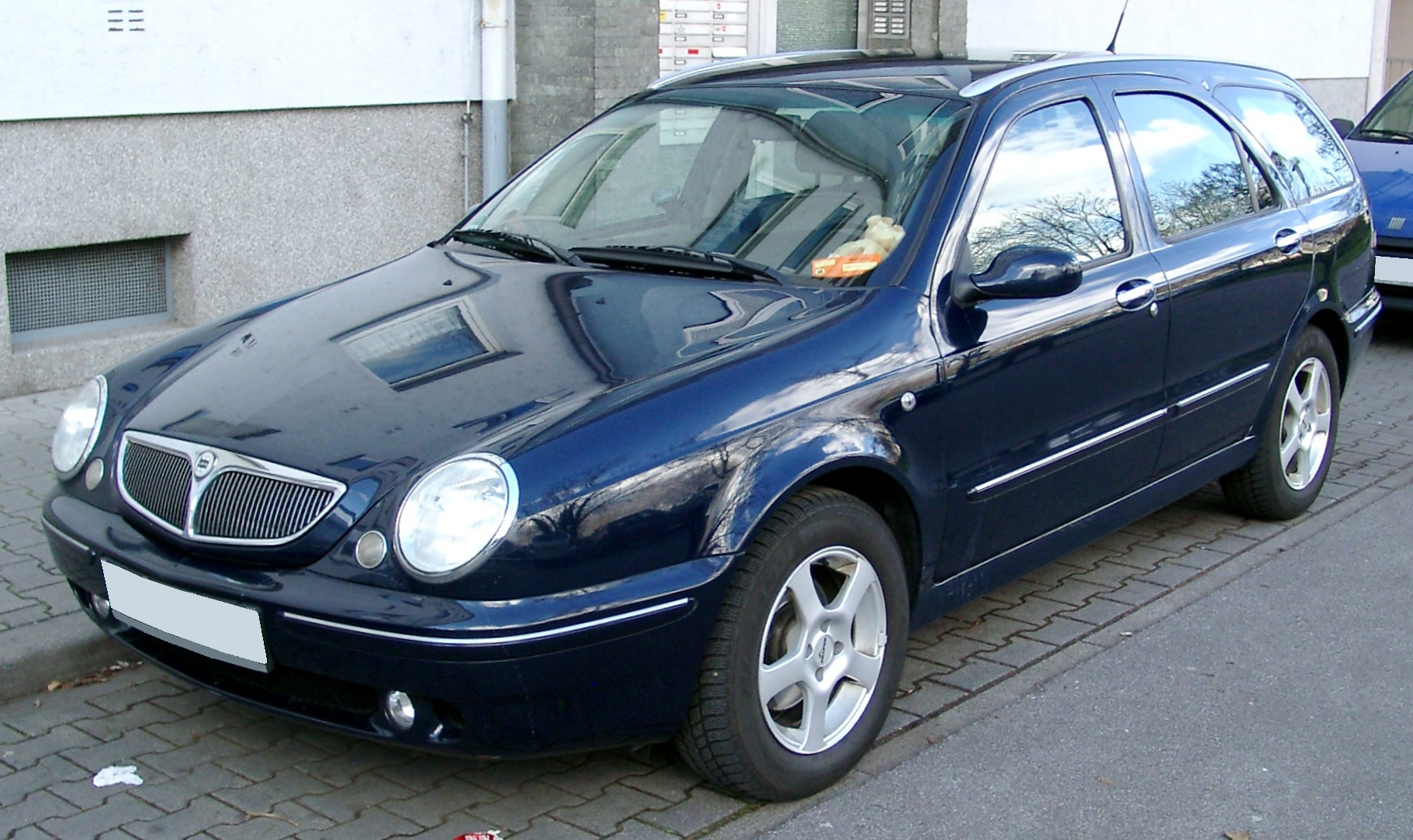
Lancia Lybra SW

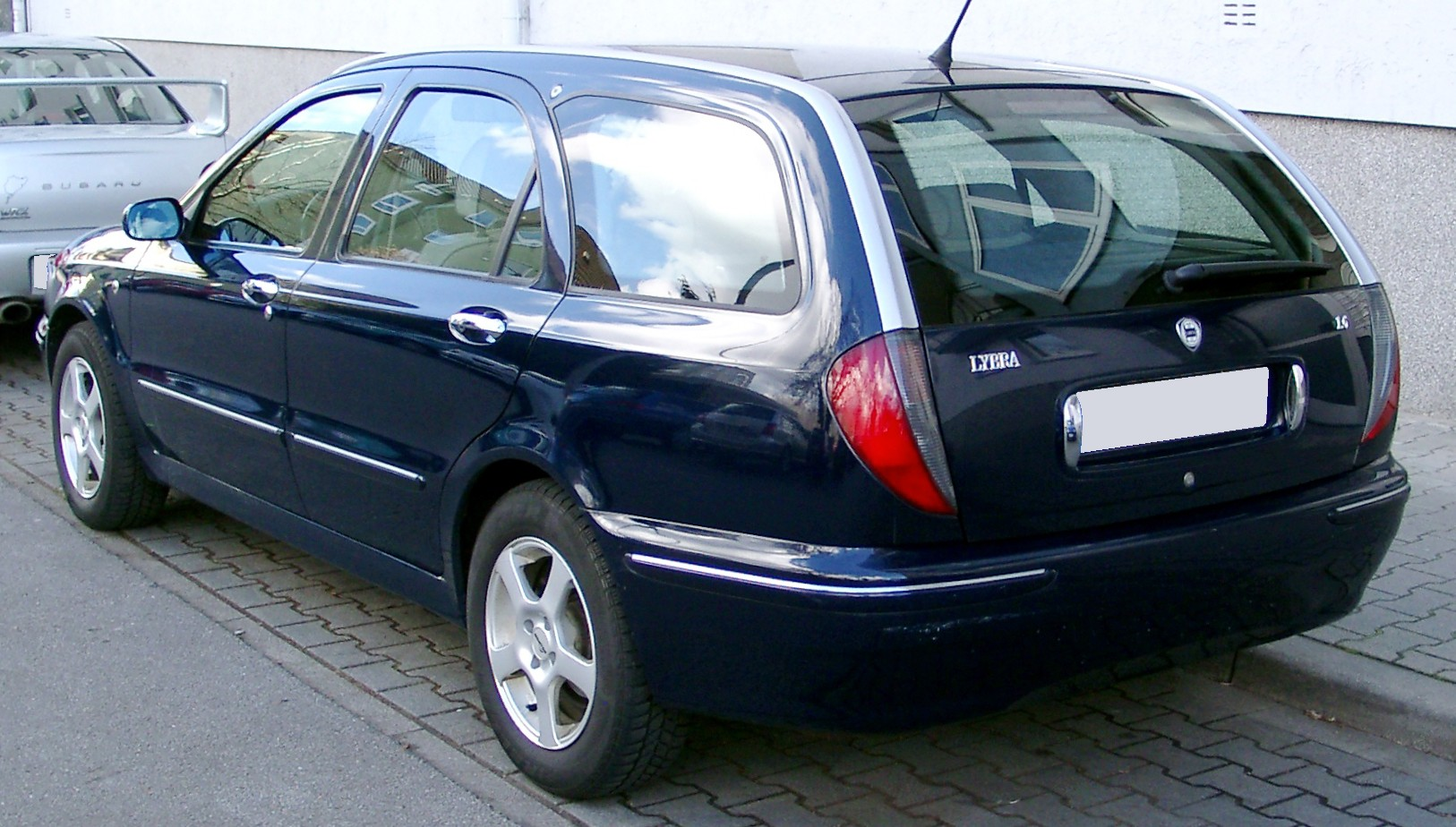
Lancia Lybra SW

## Motorisations
| Modèle          | Disponibilité     | Moteurs                  | Cylindrée | Puissance (ch / kW) | Distribution        | Couple maxi (N m) |
| --------------- | ----------------- | ------------------------ | --------- | ------------------- | ------------------- | ----------------- |
| 1.6 16V         | début - 2000      | 4 cyl. en ligne, essence | 1 596 cm3 | 103 / 76            | 4 soupapes/cylindre | 144               |
| 1.6 16V         | 2000 - 2006       | 4 cyl. en ligne, essence | 1 596 cm3 | 103 / 76            | 4 soupapes          | 145               |
| 1.8 16V         | début - 2000      | 4 cyl. en ligne, essence | 1 747 cm3 | 131 / 96            | 4 soupapes          | 164               |
| 1.8 16V         | 2000 - 2006       | 4 cyl. en ligne, essence | 1 747 cm3 | 131 / 96            | 4 soupapes          | 156               |
| 2.0 20V         | début - 2000      | 5 cyl. en ligne, essence | 1 998 cm3 | 154 / 113           | 4 soupapes          | 186               |
| 2.0 20V         | 2000 - 2006       | 5 cyl. en ligne, essence | 1 998 cm3 | 150 / 110           | 4 soupapes          | 181               |
| 2.4 20V         | versions Protecta | 5 cyl. en ligne, essence | 2 446 cm3 | 170 / 125           | 4 soupapes          | 226               |
| 1.9 JTD 8V 105  | début - 2000      | 4 cyl. en ligne, diesel  | 1 910 cm3 | 105 / 77            | 2 soupapes          | 255               |
| 1.9 JTD 8V 110  | 2000 - 2001       | 4 cyl. en ligne, diesel  | 1 910 cm3 | 110 / 81            | 2 soupapes          | 275               |
| 1.9 JTD 8V 115  | 2001 - 2006       | 4 cyl. en ligne, diesel  | 1 910 cm3 | 116 / 85            | 2 soupapes          | 275               |
| 2.4 JTD 10V 135 | début - 2000      | 5 cyl. en ligne, diesel  | 2 387 cm3 | 136 / 100           | 2 soupapes          | 304               |
| 2.4 JTD 10V 140 | 2000 - 2002       | 5 cyl. en ligne, diesel  | 2 387 cm3 | 140 / 103           | 2 soupapes          | 304               |
| 2.4 JTD 10V 150 | 2002 - 2006       | 5 cyl. en ligne, diesel  | 2 387 cm3 | 150 / 110           | 2 soupapes          | 308               |

## La2eviede la Lybra
Le jeune constructeur chinois Zotye qui produit actuellement sous licence des Suzuki Alto et des Daihatsu Terios a acquis en juillet 2007 les licences de fabrication complètes de la Lancia Lybra, arrêtée en production depuis deux ans, ainsi que tout l'outillage nécessaire pour fabriquer carrosserie, mécanique et équipements.
Son but est de construire la Lybra sous licence en Chine à raison de 150 000 exemplaires par an à partir de 2008, objectif qui ne sera jamais atteint.
Au passage il a pris une option pour la même opération avec le Fiat Multipla et aurait réservé d'autres modèles du groupe Fiat en fabrication actuellement mais dont les noms n'ont pas été dévoilés.
La production en série de la Lybra en Chine n'a finalement jamais débuté, contrairement à celle du Multipla (vendu sous l'appellation Zotye JNJ 7160 HS), et ce malgré quelques prototypes surpris dans la rue.

## Ventes
La Lancia Lybra n'a pas atteint ses objectifs de ventes initiaux (exception faite de la première année pleine de commercialisation du véhicule). Ceux-ci étaient fixés à 55 000 à 65 000 unités par an.
Voici les ventes en Europe, marché ayant a absorbé la majorité de la production du véhicule :
| Année | Ventes en Europe, | dont France | dont France           |
| Année | Ventes en Europe, | Ventes      | Répartition (4p / 5p) |
| ----- | ----------------- | ----------- | --------------------- |
| 1999  | 12 084            |             |                       |
| 2000  | 53 218            |             |                       |
| 2001  | 41 583            |             |                       |
| 2002  | 22 830            |             |                       |
| 2003  | 16 559            | 530         | 23% / 77%             |
| 2004  | 9 525             |             |                       |
| 2005  | 5 021             |             |                       |